# Paco Steinbeck

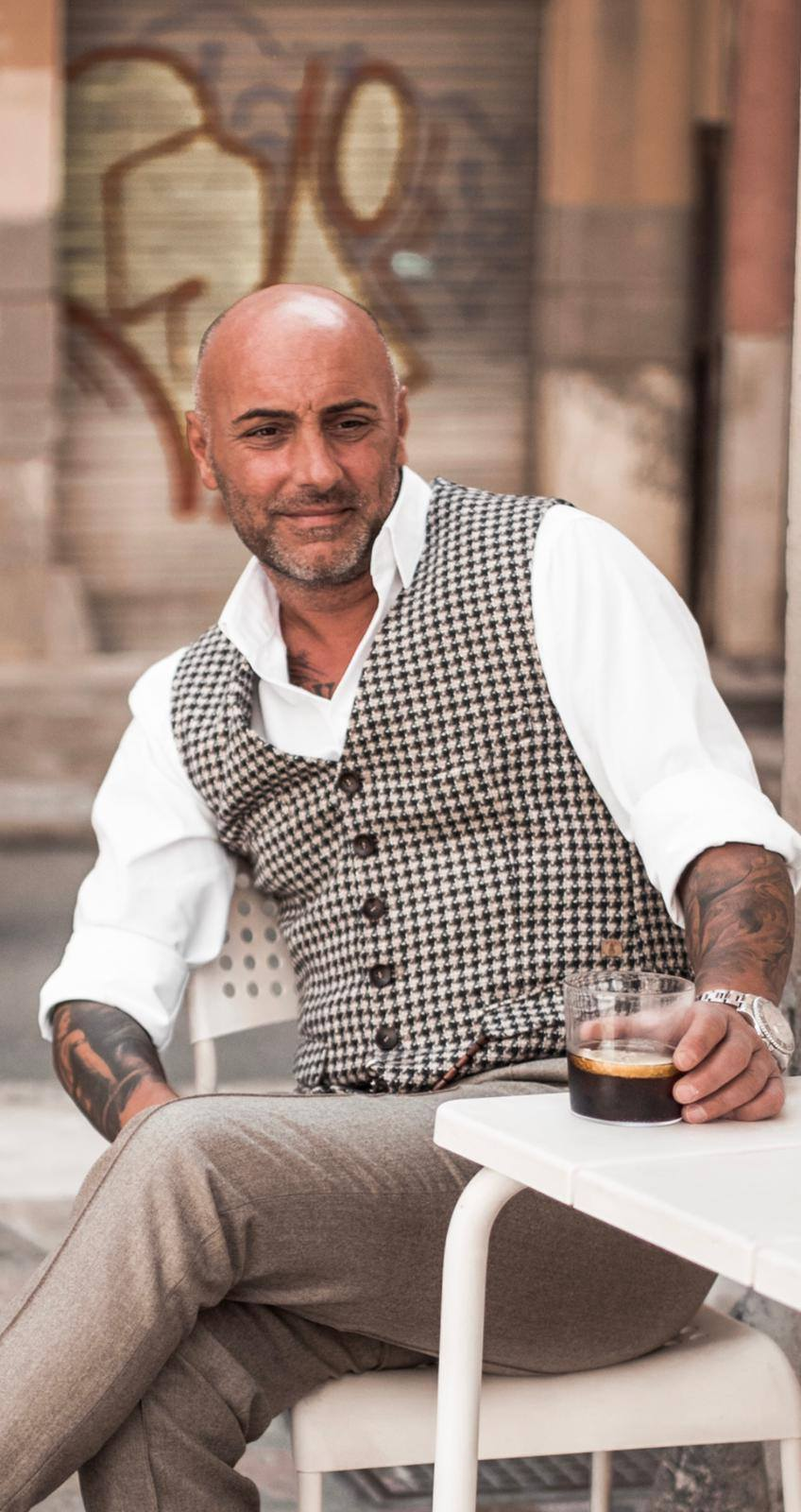
Paco Steinbeck

Paco Steinbeck (* 11. Mai 1975, mit vollständigem Namen Paco Patrick Steinbeck Garcia-Rubio) ist ein spanisch-deutscher Kunst- und Antiquitätenhändler.

## Leben
Im Alter von 18 Jahren war Steinbeck als Thaiboxer aktiv. Seit dieser Zeit wurde er auch als Model gebucht, unter anderem für die Berlin Fashion Week. Mit dem Verkauf von zwei Werken des Malers Peter Paul Rubens im Wert von 90 Millionen Euro machte er sich als Kunsthändler einen Namen.
Seit Januar 2019 ist Steinbeck in der Fernsehreihe Die Superhändler – 4 Räume, 1 Deal auf dem deutschen Fernsehsender RTL zu sehen. Am jährlichen RTL-Spendenmarathon nahm er 2020 als Kart-Fahrer teil. Im August 2021 nahm Steinbeck an der 9. Staffel von Promi Big Brother auf Sat.1 teil, wo er den neunten Platz belegte.
Anfang Juni 2022 erlitt Steinbeck zu Hause einen Herzinfarkt und wurde nach erfolgreicher Reanimation anschließend im Krankenhaus in ein künstliches Koma versetzt, woraufhin ein weiterer Infarkt folgte.